# Eliminatoria a la Eurocopa Sub-16 1994
La Eliminatoria a la Eurocopa Sub-16 1994 contó con la participación de 40 selecciones infantiles de Europa para definir a los 15 clasificados a la fase final del torneo a celebrarse en República de Irlanda junto al país anfitrión.

## Fase de grupos

### Grupo 1
Los partidos se jugaron en Stirling, Escocia del 21 al 5 de junio.
| País        | J | G | E | P | GF | GC | Pts |
| ----------- | - | - | - | - | -- | -- | --- |
| Bielorrusia | 2 | 2 | 0 | 0 | 8  | 0  | 4   |
| Escocia     | 2 | 1 | 0 | 1 | 9  | 2  | 2   |
| Estonia     | 2 | 0 | 0 | 2 | 1  | 16 | 0   |

| Equipo 1    | Resultado | Equipo 2    |
| ----------- | --------- | ----------- |
| Escocia     | 9-1       | Estonia     |
| Bielorrusia | 1-0       | Escocia     |
| Estonia     | 0-7       | Bielorrusia |

### Grupo 2
Los partidos se jugaron en Sandefjord, Noruega del 16 al 20 de setiembre.
| País    | J | G | E | P | GF | GC | Pts |
| ------- | - | - | - | - | -- | -- | --- |
| Rusia   | 2 | 2 | 0 | 0 | 13 | 2  | 4   |
| Noruega | 2 | 1 | 0 | 1 | 5  | 5  | 2   |
| Letonia | 2 | 0 | 0 | 2 | 2  | 13 | 0   |

| Equipo 1 | Resultado | Equipo 2 |
| -------- | --------- | -------- |
| Rusia    | 5-0       | Noruega  |
| Letonia  | 2-8       | Rusia    |
| Noruega  | 5-0       | Letonia  |

### Grupo 3
Los partidos de jugaron en Reykjavik, Islandia del 28 de agosto al 1 de setiembre.
| País     | J | G | E | P | GF | GC | Pts |
| -------- | - | - | - | - | -- | -- | --- |
| Islandia | 2 | 2 | 0 | 0 | 5  | 2  | 4   |
| Gales    | 2 | 1 | 0 | 1 | 4  | 3  | 2   |
| Lituania | 2 | 0 | 0 | 2 | 1  | 5  | 0   |

| Equipo 1 | Resultado | Equipo 2 |
| -------- | --------- | -------- |
| Gales    | 1-3       | Islandia |
| Lituania | 0-3       | Gales    |
| Islandia | 2-1       | Lituania |

### Grupo 5
Los partidos se jugaron en 28 de febrero de 1994 al 4 de marzo de 1994.
| País          | J | G | E | P | GF | GC | Pts |
| ------------- | - | - | - | - | -- | -- | --- |
| Albania       | 2 | 2 | 0 | 0 | 3  | 0  | 4   |
| Liechtenstein | 2 | 0 | 1 | 1 | 0  | 1  | 1   |
| Malta         | 2 | 0 | 1 | 1 | 0  | 2  | 1   |

| Equipo 1      | Resultado | Equipo 2      |
| ------------- | --------- | ------------- |
| Albania       | 1-0       | Liechtenstein |
| Malta         | 0-2       | Albania       |
| Liechtenstein | 0-0       | Malta         |

### Grupo 6
Los partidos se jugaron en Debrecen, Hungría del 18 al 22 de octubre.
| País    | J | G | E | P | GF | GC | Pts |
| ------- | - | - | - | - | -- | -- | --- |
| Ucrania | 2 | 2 | 0 | 0 | 10 | 0  | 4   |
| Hungría | 2 | 1 | 0 | 1 | 3  | 1  | 2   |
| Armenia | 2 | 0 | 0 | 2 | 0  | 12 | 0   |

| Equipo 1 | Resultado | Equipo 2 |
| -------- | --------- | -------- |
| Ucrania  | 1-0       | Hungría  |
| Armenia  | 0-9       | Ucrania  |
| Hungría  | 3-0       | Armenia  |

### Grupo 7
| País    | J | G | E | P | GF | GC | Pts |
| ------- | - | - | - | - | -- | -- | --- |
| Turquía | 4 | 3 | 1 | 0 | 8  | 3  | 7   |
| Croacia | 4 | 1 | 2 | 1 | 7  | 6  | 4   |
| Rumania | 4 | 0 | 1 | 3 | 2  | 8  | 1   |

| Equipo 1 | Resultado | Equipo 2 |
| -------- | --------- | -------- |
| Rumania  | 0-3       | Turquía  |
| Turquía  | 2-2       | Croacia  |
| Croacia  | 3-1       | Rumania  |
| Rumania  | 1-1       | Croacia  |
| Croacia  | 1-2       | Turquía  |
| Turquía  | 1-0       | Rumania  |

### Grupo 8
Los partidos se jugaron en Eslovenia del 19 al 23 de octubre.
| País      | J | G | E | P | GF | GC | Pts |
| --------- | - | - | - | - | -- | -- | --- |
| Suiza     | 2 | 2 | 0 | 0 | 6  | 2  | 4   |
| Eslovenia | 2 | 1 | 0 | 1 | 5  | 3  | 2   |
| Georgia   | 2 | 0 | 0 | 2 | 2  | 8  | 0   |

| Equipo 1  | Resultado | Equipo 2  |
| --------- | --------- | --------- |
| Suiza     | 2-1       | Eslovenia |
| Georgia   | 1-4       | Suiza     |
| Eslovenia | 4-1       | Georgia   |

### Grupo 9
| País   | J | G | E | P | GF | GC | Pts |
| ------ | - | - | - | - | -- | -- | --- |
| España | 4 | 4 | 0 | 0 | 13 | 5  | 8   |
| Suecia | 4 | 1 | 0 | 3 | 4  | 5  | 2   |
| Israel | 4 | 1 | 0 | 3 | 4  | 11 | 2   |

| Equipo 1 | Resultado | Equipo 2 |
| -------- | --------- | -------- |
| Suecia   | 0-1       | Israel   |
| Suecia   | 1-2       | España   |
| España   | 5-1       | Israel   |
| Israel   | 2-4       | España   |
| Israel   | 0-2       | Suecia   |
| España   | 2-1       | Suecia   |

### Grupo 10
Los partidos se jugaron en Dinamarca del 26 al 30 de octubre.
| País              | J | G | E | P | GF | GC | Pts |
| ----------------- | - | - | - | - | -- | -- | --- |
| Dinamarca         | 2 | 1 | 1 | 0 | 5  | 3  | 3   |
| Irlanda del Norte | 2 | 1 | 0 | 1 | 4  | 5  | 2   |
| Polonia           | 2 | 0 | 1 | 1 | 4  | 5  | 1   |

| Equipo 1          | Resultado | Equipo 2          |
| ----------------- | --------- | ----------------- |
| Irlanda del Norte | 1-3       | Dinamarca         |
| Polonia           | 2-3       | Irlanda del Norte |
| Dinamarca         | 2-2       | Polonia           |

### Grupo 11
| País         | J | G | E | P | GF | GC | Pts |
| ------------ | - | - | - | - | -- | -- | --- |
| Inglaterra   | 4 | 2 | 2 | 0 | 4  | 1  | 6   |
| Italia       | 4 | 2 | 1 | 1 | 3  | 2  | 5   |
| Países Bajos | 4 | 0 | 1 | 3 | 1  | 5  | 1   |

| Equipo 1     | Resultado | Equipo 2     |
| ------------ | --------- | ------------ |
| Países Bajos | 1-1       | Inglaterra   |
| Italia       | 0-2       | Inglaterra   |
| Inglaterra   | 0-0       | Italia       |
| Italia       | 1-0       | Países Bajos |
| Países Bajos | 0-2       | Italia       |
| Inglaterra   | 1-0       | Países Bajos |

### Grupo 12
Los partidos se jugaron en Austria del 26 al 30 de octubre.
| País      | J | G | E | P | GF | GC | Pts |
| --------- | - | - | - | - | -- | -- | --- |
| Austria   | 2 | 2 | 0 | 0 | 5  | 1  | 4   |
| Bulgaria  | 2 | 0 | 1 | 1 | 2  | 3  | 1   |
| Finlandia | 2 | 0 | 1 | 1 | 1  | 4  | 1   |

| Equipo 1  | Resultado | Equipo 2  |
| --------- | --------- | --------- |
| Finlandia | 0-3       | Austria   |
| Bulgaria  | 1-1       | Finlandia |
| Austria   | 2-1       | Bulgaria  |

## Eliminación Directa
| Equipo 1   | Agr. | Equipo 2        | Ida | Vuelta |
| ---------- | ---- | --------------- | --- | ------ |
| Alemania   | 6-3  | Chipre          | 6-2 | 0-1    |
| Grecia     | 2-3  | República Checa | 2-0 | 0-3    |
| Francia    | 2-3  | Portugal        | 2-1 | 0-2    |
| Luxemburgo | 0-7  | Bélgica         | 0-4 | 0-3    |